# Ron Harper (actor)
Ron Harper (Turtle Creek, 12 de enero de 1936-Los Ángeles, 21 de marzo de 2024) fue un actor estadounidense de cine y televisión, reconocido por su participación en series de televisión como El planeta de los simios, Land of the Lost y Generations. Sus créditos en cine incluyen producciones como Below Utopia (1997), The Odd Couple II (1998), Freedom Strike (1998), Glass Trap (2005) y The Poughkeepsie Tapes (2007).

## Filmografía destacada

### Cine y televisión
- 87th Precinct (1961–1962)
- Wendy and Me (1964–1965)
- The Jean Arthur Show (1966)
- Garrison's Gorillas (1967–1968)
- El planeta de los simios (1974)
- Land of the Lost (1976)
- Loving (1988)
- Generations (1990–1991)
- Below Utopia (1997)
- The Odd Couple II (1998)
- Freedom Strike (1998)
- Glass Trap (2005)
- The Poughkeepsie Tapes (2007)